# Маммукари, Тео
Тео Мамму́кари (полное имя Роберто Луис Теодоро Маммукари) (итал. Teo Mammucari) (12 августа 1964, Рим) — известный итальянский телеведущий, актёр, певец.

## Биография
Маммукари начинал карьеру одним из ведущих в шоу Le Iene на телеканале Italia 1 в 1997 году, следующим заметным успехом стало сатирическое и развлекательное шоу Libero в 2003 году, основанное на телефонных розыгрышах.
В 2001 году снялся в кинофильме Streghe verso Nord.
С 2002 по 2004 гг. был ведущим телевизионного шоу Veline, основная идея которого заключается в выборе пары танцорш («veline»), традиционно состоящей из блондинки и брюнетки, из порядка 500 девушек в течение всего летнего сезона, для ежедневной сатирической и развлекательной программы Striscia la notizia.
В 2005 году вёл на канале «Canale 5» шоу Mio fratello è Pakistano («Мой брат из Пакистана»). В том же сезоне выпустил альбом песен, одна из которых, «(Anvedi Come Balla) Nando», стала хитом. Но пение — не единственное, чем он развлекает публику: в любых шоу, где принимает участие Тео, в его исполнении можно увидеть фокусы, жонглирование, музицирование, пародии, подражание и бесконечные шутки.
В марте 2006 года (и впоследствии поздней осенью 2007) вёл шоу Distraction — «квиз», в котором участники подвергаются всевозможным раздражающим и отвлекающим испытаниям.
Венцом телевизионного творчества Тео стала программа Cultura Moderna («Культура Модэрна»), созданная известным итальянским телевизионным продюсером Антонио Риччи, шедшее с успехом в 2006 и 2007 годах. Вместе с бразильской теледивой Джулианной Морейра (Juliana Moreira) и французской моделью Лиди Пажес (Lydie Pages) и сотнями участников, обладающих талантами в разных сферах современного искусства (от оперного пения до бразильской «капоэйры», и от факиров до танцоров), он создавал красочное и юмористичное шоу, участники которого соревновались в праве выиграть 500 000 евро каждый день.
4 июля 2008 года в браке с бразильской моделью Таис Соуза Уиггерс, бывшей «veline», родилась дочь Джулия. В том же году на канале Italia 1 выходит новое телешоу Primo e Ultimo, успехом не пользовавшееся.
С января по март 2009 года на канале Canale 5 с высокими рейтингами шёл одиннадцатый телесезон шоу Scherzi a parte, российскому зрителю знакомый под названием «Розыгрыш» (Первый канал). Одним из соведущих его был Тео, кстати, принимавший участие в Scherzi a parte в качестве актёра ещё в 1995 году.